# Christopher Cradock
Christopher George Francis Maurice Cradock (2 juli 1862 - Coronel, 1 november 1914), was een Brits admiraal tijdens de Eerste Wereldoorlog.
Hij monsterde aan bij de zeemacht in 1875. Hij kwam in actie op de Middellandse Zee en ook in China tijdens de bokseropstand.
Hij schreef drie boeken: Sporting Notes in the Far East (1889), Wrinkles in Seamanship (1894) en Whispers From the Fleet (1907).
Cradock werd bevorderd tot viceadmiraal in 1910.
In augustus 1914, bij het begin van de Eerste Wereldoorlog, voerde hij het bevel over het vierde eskader van de Britse zeemacht. Hij kreeg bevel om het eskader van de Duitse admiraal Maximilian von Spee op te zoeken. Hoewel zijn schepen minder sterk waren en zijn bemanning minder ervaren, ging hij het gevecht aan in de Slag bij Coronel. Zijn vloot werd in de grond geboord en zijn bemanning en hijzelf kwamen om.

## Militaire loopbaan
- Captain: 18 april 1901[2]
- Rear Admiral: 24 augustus 1910[2]

## Decoraties
- Kroonorde met Zwaarden in 1901
- Ridder Commandeur in de Koninklijke Orde van Victoria in 1912
- Medal for Saving Life at Sea in 1912
- Lid in de Orde van het Bad
- Egypte Medaille
- Medaille voor de Oorlog in China
- Orde van Mejidie, 4e klasse
- Khedive's Star
- Ridder Grootkruis in de Orde voor Verdienste van de Marine (Spanje)